# Füredi Károly (színművész)
Füredi Károly, született Kőhegy Sámuel (Kassa, 1858. június 16. – Budapest, Erzsébetváros, 1945. december 7.) színész, színigazgató, könyvügynök.

## Életútja
Kőhegy József és Mandel Jozefa fiaként született. 20 éves korában elkerült a Bihar vármegyei Hosszúpályi községbe, ahol akkoriban Kétszery József színtársulata játszott. Az ifjút szeretettel fogadták és ez időtől fogva az ő sorsa is az volt, ami a legtöbb kezdőé, bebarangolta úgyszólván az egész országot, de egyben a legváltozatosabb szerepkört is betöltötte. Működött Miklósy Gyulánál, Váradi Józsefnél, Kövessy Albertnél, stb. és mint az egykorú színlapok igazolják, játszott operett-buffo szerepektől a kedélyes apákig mindent. 1891-től hat éven át színigazgatóként dolgozott, azonban a délvidéki nemzetiségi városokban színházi kultúrát terjeszteni a legelszántabb művészi vállalkozások egyike volt. Ezután titkárságot vállalt és mint ilyen, széleskörű agilitásával megbecsülhetetlen szolgálatot végzett a vidéki színigazgatók körében. Később megunva a nehéz, bonyolult titkári működést, 1900-tól a kereskedelmi pályán kereste boldogulását, élete vége felé könyvügynökként dolgozott. Felesége Barcs Aranka színésznő volt, akivel 1902. február 11-én Budapesten, a Terézvárosban kötött házasságot. Néhány hónappal élte túl feleségét, halálát szívizom elfajulás okozta.

## Fontosabb szerepei
- Péter (Géczy I.: A geleji kiskirály)
- Henry ezredes (Deréki A.: Dreyfuss kapitány)
- Keszeg Mihály (Lukácsy S.: A vereshajú)

## Működési adatai
1881: Saághy Zsigmond, Kétszery József; 1882: Homokay László: 1883: Lippa; 1885: Tóth Béla, Gáspár Jenő; 1886: Ditrói Mór; 1887: Balassa Károly; 1888: Miklósy Gyula; 1890–92: Bátosy Endre; 1892: Zoltán Gyula; 1896: B. Polgár; 1897: Peterdi Sándor; 1898: Baranyai; 1899: Micsei F. György; 1900: Halmay Imre.
Igazgatóként: 1892: Lugos; 1893: Nagybecskerek; 1894: Baja; 1895: Zombor.